# De Grote Harry Bannink Podcast
De Grote Harry Bannink Podcast is een podcast-programma van journalist Gijs Groenteman. De serie gaat over de liedjes van componist Harry Bannink en de mensen met wie hij die liedjes maakte. Hiervoor heeft Groenteman interviews met onder meer Aart Staartjes, Willem Nijholt, Hans Dorrestijn, Frank Groothof, Elsje de Wijn, Loes Luca, Edwin Rutten, Henny Vrienten, Joost Prinsen, Wieteke van Dort, Karel Eykman, Jenny Arean, Theo de Jong, Flip van Duyn (zoon van Annie M.G. Schmidt) en Wobke Wilmink, weduwe van tekstschrijver Willem Wilmink.

## Oorsprong
De eerste aflevering werd in juli 2016 opgenomen. ‘Ik was nog een Harry Bannink-groentje’, schrijft Groenteman later op zijn Facebook-pagina. ‘Gewapend met mijn JJ de Bom- en Stratemakeropzeeshow-platen, wat Klokhuis-liedjes en een beetje parate kennis ging ik op pad. Ik had veel zin om over Banninks liedjes te praten, en over Bannink zelf, en over alle geweldige producties waar hij een spil in was geweest. Ik begon met Dorrestijn, maar had een lijstje met mensen die ik ook wilde spreken, en stelde me zo voor dat de podcast misschien wel dertig uur zou gaan beslaan – een zee aan informatie en muziek en geanimeerde gesprekken.’
Inmiddels beslaat de serie vijfentwintig afleveringen, die allemaal online staan. In totaal is er dertig uur opgenomen. In oktober 2017 laste Groenteman een grote rustpauze in. In april 2018 werd de serie weer gecontinueerd. De serie bevindt zich in het publiek domein en kan via een Podcast-app worden gedownload.